# Метанефрос
Метанефрос (вторичная почка, тазовая почка; от др.-греч. metá — «между, после» и nephrós — «почка») — парный орган выделения у амниот, в число которых входят рептилии, птицы и млекопитающие, включая человека.
В процессе зародышевого развития метанефрос сменяет мезонефрос. Почки амниот являются уникальными по отношению к другим органам, поскольку в процессе развития эмбриона последовательно формируется три отдельных друг от друга типа почек. Мочевые канальцы метанефроса формируются из несегментированного заднего участка — нефротома. Начинаются канальцы мальпигиевыми тельцами, наружные же их концы открываются в вырост вольфова канала — мочеточник. У зрелого организма метанефрос остаётся в виде почки.